# Schloss Burgk (Freital)

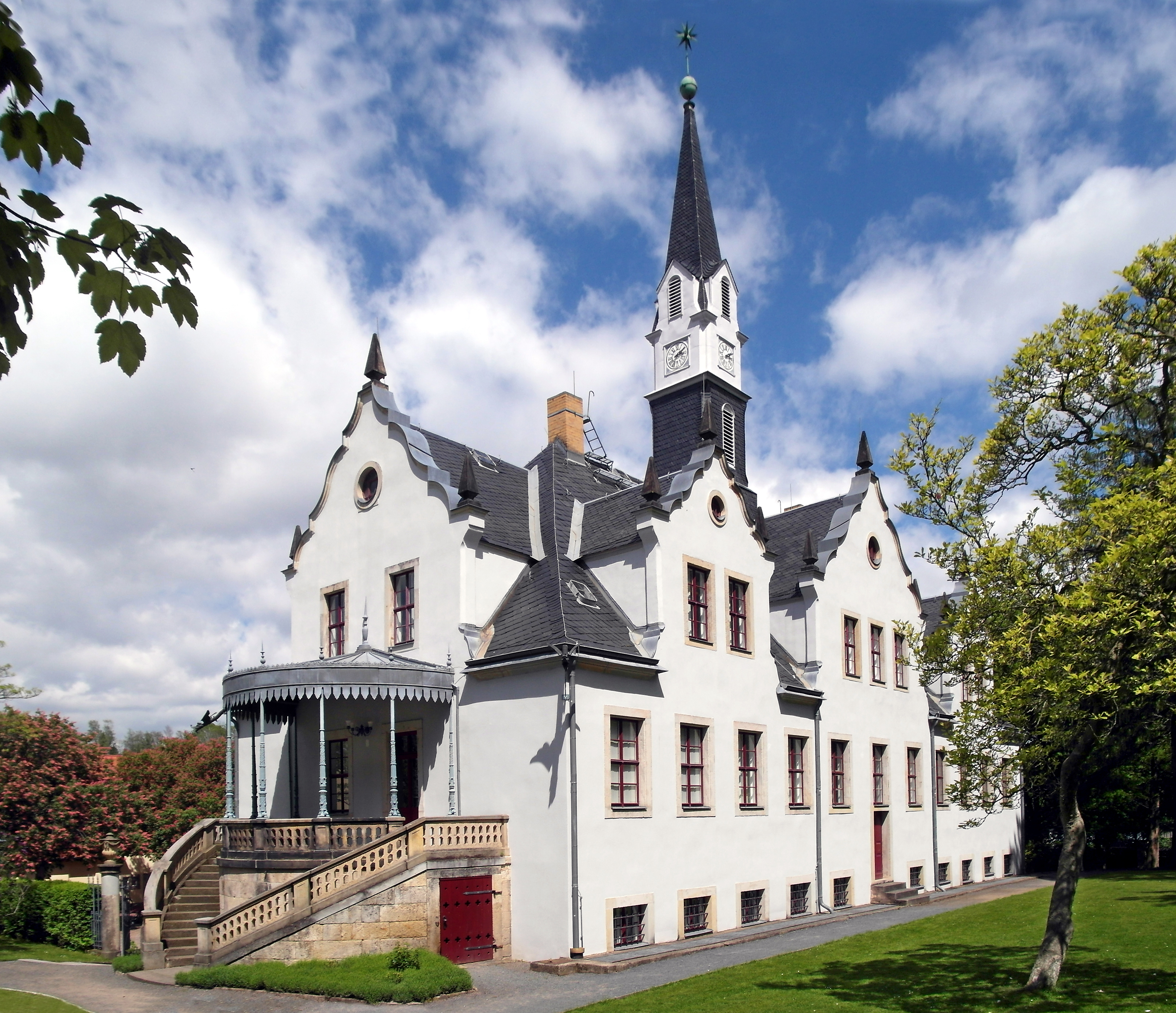
Westseite des Schlosses (2021)

Das Schloss Burgk ist ein ehemaliger Herrensitz im Freitaler Stadtteil Burgk in Sachsen. Heute befindet sich darin das Freitaler Stadtmuseum Haus der Heimat mit den „Städtischen Sammlungen Freital“. Das Schloss liegt am Fuße des Windbergs am Rande des Döhlener Beckens in der Gemarkung Großburgk und steht unter Denkmalschutz.

## Geschichte

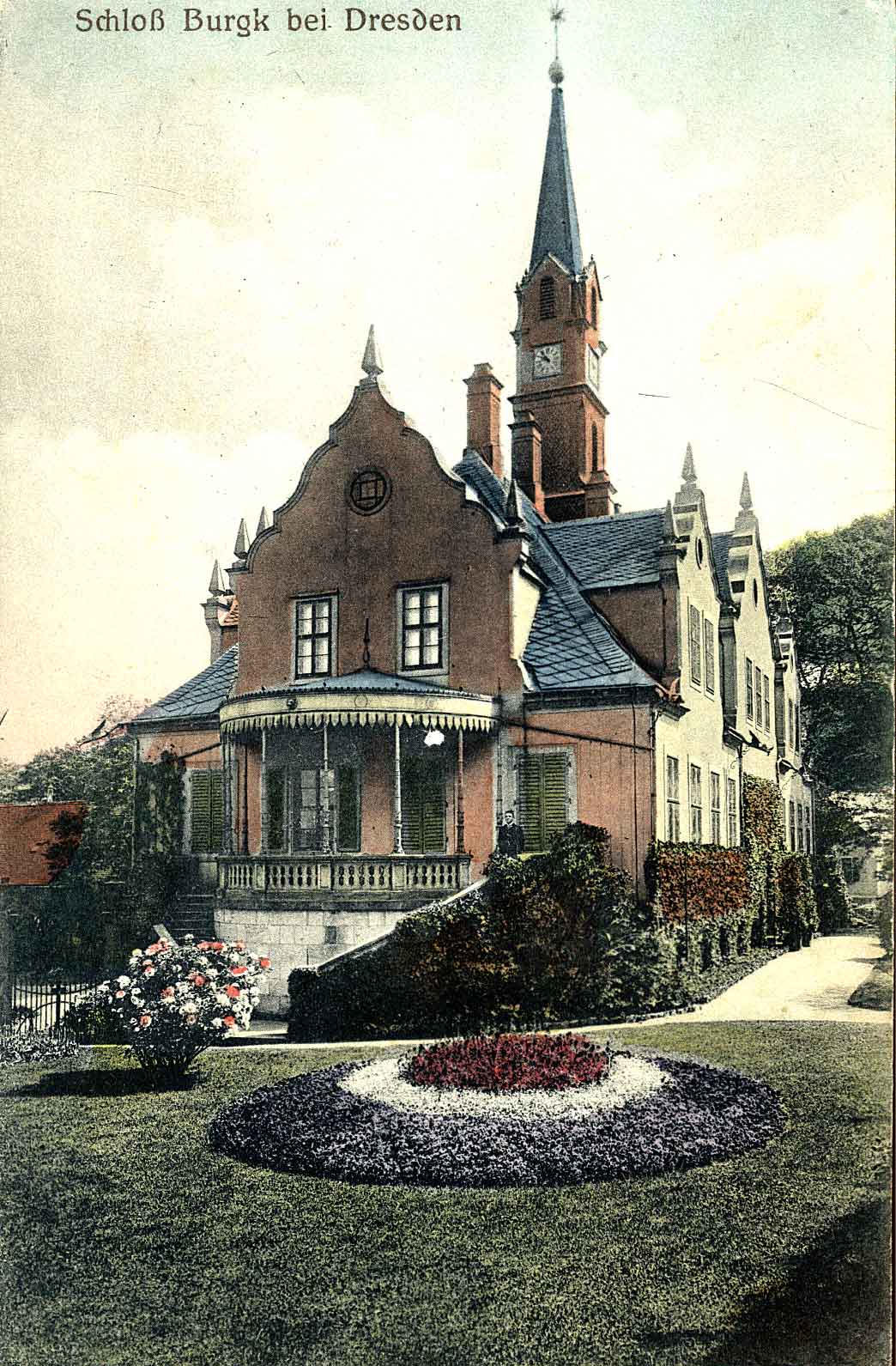
Ansicht von 1913

Aufgrund gesicherter Baubefunde des Schlosses können Teile des Erdgeschosses und die Kellergewölbe in die Zeit der Renaissance (um 1580) eingeordnet werden. Das Adelsgeschlecht von Zeutsch erwarb das Schloss und übte von 1507 bis 1742 die Gerichtsherrschaft in Großburgk aus. Christine Eleonore von Zeutsch, Gemahlin des Fürsten Johann Ludwig I. von Anhalt-Zerbst, war die Großmutter der Zarin Katharina II., an deren Vorfahren die Denkmalhalle der Döhlener Kirche erinnert. Am 26. Juni 1707 brannte das gesamte Rittergut nieder, wurde aber in den Jahren 1708 und 1709 durch Caspar Heinrich von Zeutsch wiedererrichtet.
1768 erwarb der Sekretär der sächsischen Kommerziendeputation und Senator Carl Gottfried Dathe (1722–1802) das Rittergut mit den dazugehörigen Steinkohlefeldern, die seit mindestens 1542 bekannt waren. Das Herrenhaus und die umliegenden Gebäude wurden um 1800 umgebaut. Die 1819 gegründeten Freiherrlich von Burgker Steinkohlen- und Eisenhüttenwerke führten unter Leitung von Dathes Enkel Carl Friedrich August Freiherr Dathe von Burgk zu einer Modernisierung und Ausweitung des Steinkohlenbergbaus im Döhlener Becken. Der Festsaal von 1828 ist im klassizistischen Stil ausgestattet. Dathe von Burgk ließ das Herrenhaus 1846 erneut umbauen, zierliche Giebel und einen schlanken Dachreiter aufsetzen. Das Gartenzimmer ist mit einer Tapete von Zuber et Cie ausgestattet.
Nach Dathes Tod wurde das Schloss nicht mehr ständig bewohnt. Die Steinkohlenwerke hatten bis zum Konkurs des Unternehmens 1930 ihren Sitz auf Schloss Burgk. Infolge der Bodenreform in der Sowjetischen Besatzungszone wurde die letzte Besitzerin, Elisabeth von Boxberg, geb. Freiin von Burgk, enteignet.
Nach der Stadtgründung Freitals 1921 beschloss das Stadtparlament 1923, ein Museum zu errichten. Am Aufbau des Museums war der Maler Karl Hanusch beteiligt. Nachdem der Standort des Museums mehrere Male wechselte, wurden 1946 nach dem Ende des Zweiten Weltkrieges die Räumlichkeiten des Schlosses Burgk bezogen.

## Schlosspark

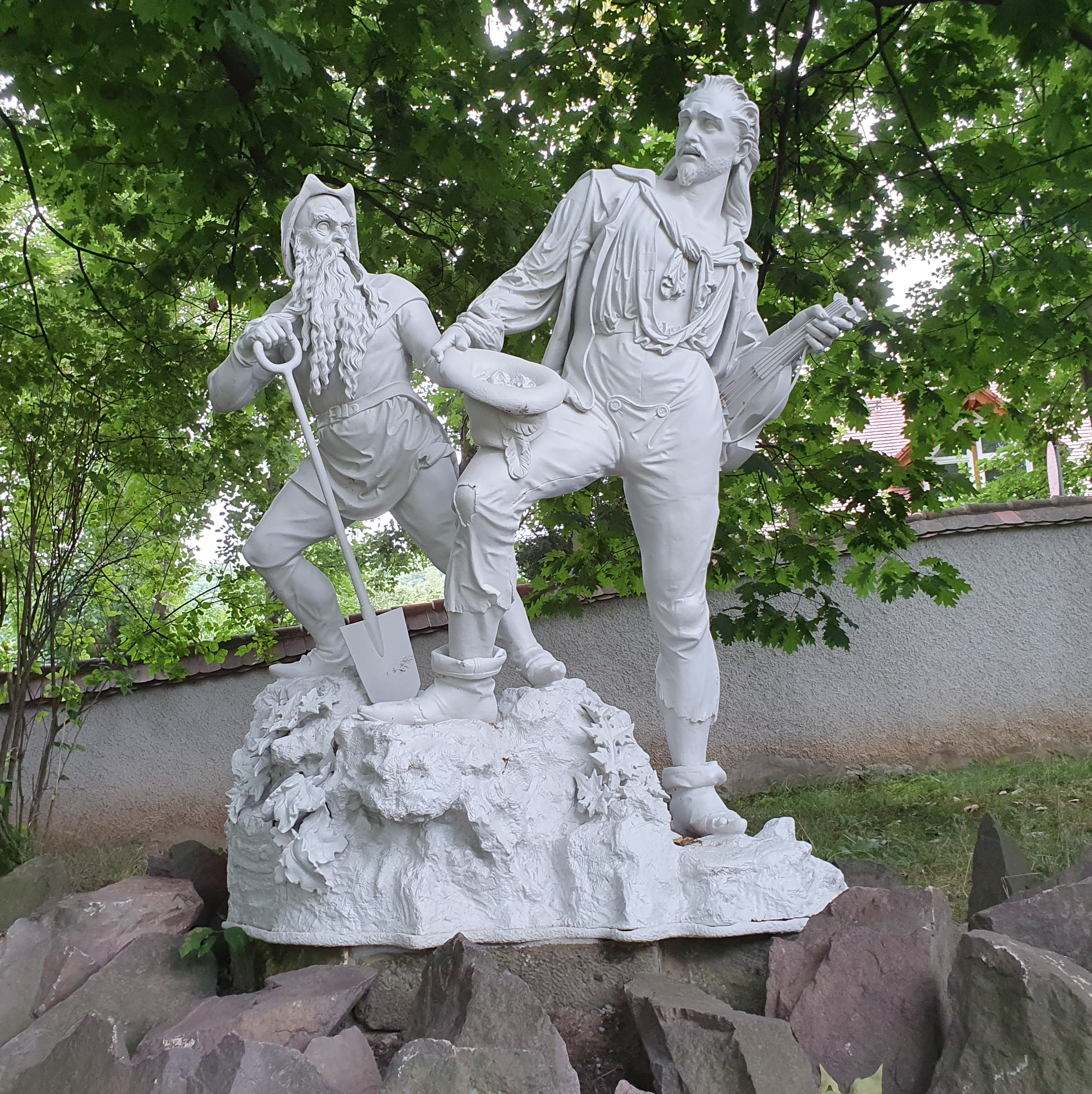
Sagengestalt Rotkopf Görg und der Berggeist (2023)

Der Schlosspark mit einer kleinen Teichanlage, die von Lärchen, Platanen und Ginkgobäumen umgeben ist, befindet sich südlich und östlich des Herrenhauses. Das Mundloch des heutigen Besucherbergwerks befindet sich ebenfalls im Schlosspark. Neben vielen Skulpturen befindet sich im Burgker Schlosspark auch das Rotkopf-Görg-Denkmal, das 1861 eingeweiht wurde.
Es ist der Sagengestalt Rotkopf Görg gewidmet, dem am Windberg ein Berggeist erschienen sein soll. Dieser forderte den armen Musikanten Rotkopf Görg auf, im Schloss des Berggeistes, verborgen im nahe gelegenen Windberg, zum Tanz aufzuspielen. Er willigte ein, als Belohnung bekam er vom Berggeist seinen Hut mit Kohlen gefüllt. Rotkopf Görg wusste damit jedoch nichts anzufangen und schüttete sie vor seinem Haus aus. Am nächsten Tag bemerkte er, dass sich ein kleiner Kohleklumpen in seinem Hut verfangen hatte, der über Nacht zu Gold geworden war. Die übrigen Kohlen, die er weggeschüttet hatte, sind jedoch zu Asche verfallen.
Im Jahr 1904 wurde das Denkmal von Cornelius Gurlitt in der Beschreibenden Darstellung der älteren Bau- und Kunstdenkmäler des Königreichs Sachsen wie folgt erwähnt: Ein merkwürdiges Werk […] ist die überlebensgroße Gruppe eines Spielmanns und des ihn mit in den Hut gestreuten Geld verführenden Gnomen.

## Tagesstrecke Oberes Revier

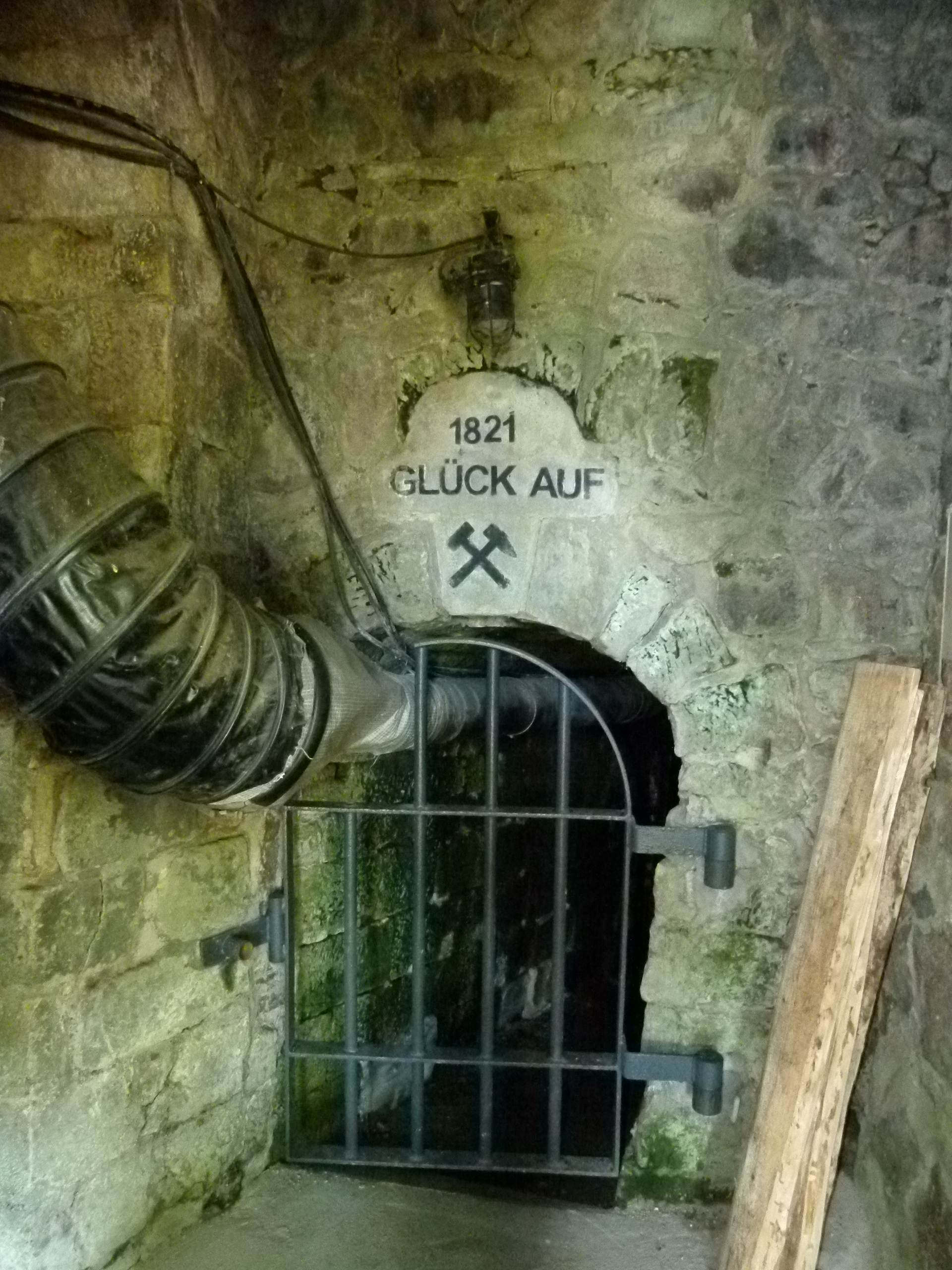
Mundloch der Tagesstrecke Oberes Revier

Im Schlossgarten wurde von 1828 bis 1832 die Tagesstrecke Oberes Revier aufgefahren. Die 1300 Meter lange Strecke diente als Fahr- und Wetterstolln der Steinkohlenwerke des Oberen Reviers der Freiherrlich von Burgker Steinkohlen- und Eisenhüttenwerke. 1835 wurde er bis zum Fußpunkt des Fortunaschachts und kurz darauf bis zum Neuhoffnungsschacht am Windberg erweitert. Bis 1870 war der Stolln die einzige Fahrung für die zum Teil weit entfernten Schächte, über die die gesamte Belegschaft zu Fuß ein- und ausfahren musste. Sie nutzten eine Steilstrecke im Kräutergarten, die heute verwahrt ist. Kostengründe dürften den Ausschlag gegeben haben, dass in den Schächten keine Fahrkünste installiert worden waren. Große Bedeutung hatte die Tagestrecke Oberes Revier zudem als Einzugsstrecke für Frischwetter in die Grubengebäude. Bei der Schlagwetterexplosion im Segen-Gottes- und Neuhoffnungsschacht am 2. August 1869 kamen die drei Bergleute Carl Eduard Hermann, Wilhelm August Brückner und Robert Büttner durch die Tagesstrecke Oberes Revier unverletzt ins Freie.

## Heutige Nutzung

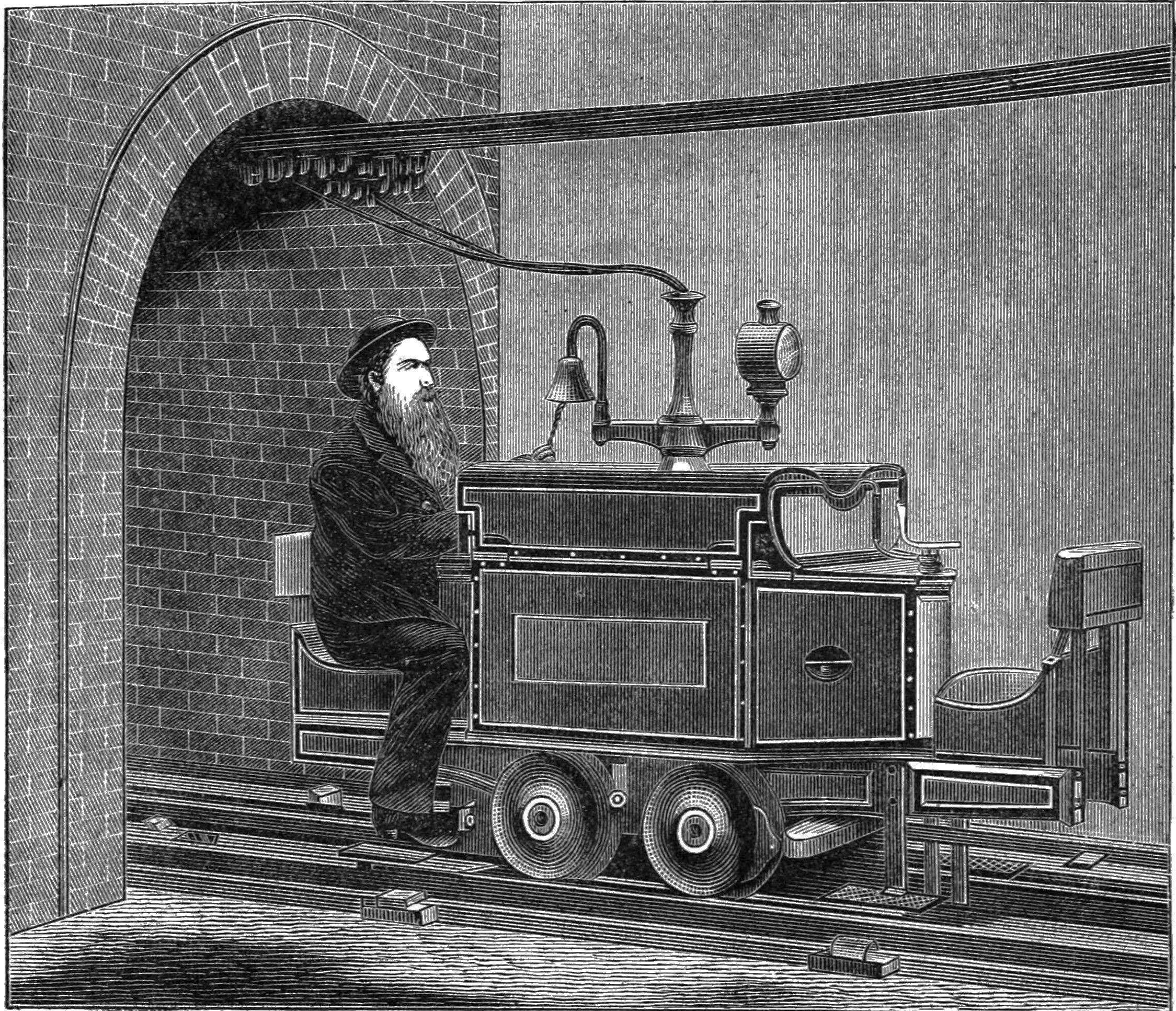
Dorothea

Die „Städtischen Sammlungen Freital“ enthalten neben Informationen zur Stadtgeschichte und Leben auf dem Schloss Burgk auch die Städtischen Kunstsammlungen, die die Kunstentwicklungen in der Region Dresden zwischen 1890 und 1950 dokumentieren. Teil der Sammlung sind unter anderem neun klassische Gemälde von Otto Dix sowie Werke der Künstler Willy Kriegel, Wilhelm Lachnit, Wilhelm Rudolph, Pol Cassel, Otto Lange, Curt Querner, Christoph Voll und Ewald Schönberg. Langjähriger Direktor des Stadtmuseums und der Kunstsammlungen war Hellmuth Heinz, der vor dem Tod seine private Kunstsammlung an die Stadt spendete. Seit 1993 befindet sich die Kunstsammlung von Friedrich Pappermann im Schloss, die der Dresdner Künstler dem Museum 1993 stiftete und dafür 1994 die Ehrenbürgerschaft Freitals erhielt.
Vom Schlosspark aus ist das Einfahren in das Besucherbergwerk „Tagesstrecke Oberes Revier Burgk“ möglich. In einer damit verbundenen Ausstellung über den Bergbau im Plauenschen Grund ist unter anderem „Dorothea“, die erste elektrisch betriebene Grubenbahn der Welt, ausgestellt. Sie wurde 1882 von Siemens & Halske für den Oppelschacht in Zauckerode gebaut. Zur Bergbauausstellung gehört ein Technikgarten, der das zum Bergbau der unmittelbaren Nachkriegszeit erforderliche Gerät zeigt.
Das Schloss Burgk kann als Tagungs- und Veranstaltungszentrum genutzt werden, so existieren etwa der „Steigersaal“ mit Platz für etwa 100 Personen und der kleinere „Knappensaal“ für rund 50 Personen. Für Hochzeiten auf Schloss Burgk gibt es einen Trausaal. Seit 2011 findet jährlich im Oktober die "Hochzeitsmesse Freital " auf Schloss Burgk statt. Im August finden auf dem Schlosshof die „Burgker Schlossnacht“ und zu Ostern das „Burgker Mittelalterspektakel“ statt. In der Adventszeit gibt es einen Weihnachtsmarkt auf dem Schlossgelände.